# Marta Rovira
Marta Rovira i Vergés, född 25 januari 1977 i Vic, är en katalansk advokat och politiker, generalsekreterare för Esquerra Republicana de Catalunya och deputerad i Kataloniens parlament under de X:e, XI:e och XII:e församlingarna.

## Biografi
Rovira föddes 1977 i staden Vic (Barcelonaprovinsen). Hennes morfar, Francesc Vergés i Ordeig, var borgmästare i San Pedro de Torelló mellan 1956 och 1965, och en av hennes farföräldrar, Jaume Rivera i Camps, var borgmästare i Prats de Llusanés mellan 1939 och 1941.
Marta Rovira har en juridisk examen från Universidat Pompeu Fabra i statsvetenskap och i offentlig förvaltning från Universitat Oberta de Catalunya. Som advokat undervisade hon i administrativ juridik vid polisskolan i Katalonien mellan 2003 och 2007, och hon var chef för logistiktjänsten vid Agencia Catalana de Cooperació al Desenvolupament (2007–2011).
Hon är partimedlem i Esquerra Republicana de Catalunya (ERC) sedan 2005, där hon 2008 valdes till sekreterare för Europeisk och internationell politik och samarbete och 2011 till generalsekreterare för partiet som då leddes av Oriol Junqueras. Vid parlamentsvalet 2012 i Katalonien var hon nummer två på ERC:s lista för Barcelonas valkrets och blev vald som deputerad. Mellan 2012 och 2015 var hon gruppledare i parlamentet. År 2015 ställde hon upp i valet för självständighetspartiet Junts pel Sí och blev vald som deputerad och ännu en gång gruppledare. 
Mellan 2008 och 2012 var hon generalsekreterare för Alianza Libre Europea, och mellan 2006 och 2007 sekreterare för Joves Advocats de Catalunya, en organisation för vilken hon hade varit lokal ordförande i Vic mellan 2004 och 2006.
I november 2017 uttalade Rovira sig om folkomröstningen den 1 oktober: "Centralregeringen såg framför sig ett våldsscenario med inslag av vapen i Katalonien, döda människor på gatorna, blod, användning av kulor och inte gummikulor som i folkomröstningen 1 oktober". Dessa påståenden beskrevs av den spanska regeringen som "grova lögner".
Den 22 december 2017 åtalade den spanska Högsta domstolen henne för uppror. 
Sedan 17 januari 2018 är hon deputerad i Kataloniens parlament av den XII:e församlingen, för valkoalitionen Esquerra Republicana de Catalunya-Catalunya Sí.
Den 23 mars var Rovira kallad till förhör med Spaniens högsta domstol tillsammans med andra katalanska självständighetsivrare. Det framkom då att Rovira hade flytt till Schweiz.